# Като Мію
Като Мію (яп. 加藤 未唯) — японська тенісистка, чемпіонка Франції в міксті.

### Фінали турнірів Великого шолома

#### Мікст: 1 титул
| Результат | Рік  | Турнір      | Поверхня | Партнер  | Супротивники                 | Рахунок          |
| --------- | ---- | ----------- | -------- | -------- | ---------------------------- | ---------------- |
| Перемога  | 2023 | French Open | Грунт    | Тім Пютц | Б'янка Андреєску Майкл Вінус | 4–6, 6–4, [10–6] |

## Фінали турнірів WTA

### Одиночний розряд: 1 фінал
| Результат | В-П | Дата     | Турнір                    | Категорія | Поверхня | Супротивниця | Рахунок  |
| --------- | --- | -------- | ------------------------- | --------- | -------- | ------------ | -------- |
| Поразка   | 0–1 | Вер 2017 | Japan Women's Open, Токіо | Міжн.     | Хард     | Заріна Діяс  | 2–6, 5–7 |

### Пари: 16 (5 титулів)
| Легенда                |
| ---------------------- |
| WTA 1000 (0–1)         |
| WTA 500 (1–1)          |
| WTA Elite Trophy (0–1) |
| WTA 250 (4–8)          |

| Фінали за покриттям |
| ------------------- |
| Тверде (5–9)        |
| Ґрунт (0–1)         |
| Килим (0–0)         |
| Трава (0–1)         |

| Результат | В-П  | Дата     | Турнір                                  | Категорія     | Поверхня | Партнерка         | Супротивниці                               | Рахунок               |
| --------- | ---- | -------- | --------------------------------------- | ------------- | -------- | ----------------- | ------------------------------------------ | --------------------- |
| Поразка   | 0–1  | Лют 2016 | Taiwan Open, Гаосюн                     | Міжн.         | Хард     | Ходзумі Ері       | Чжань Хаоцін Чань Юнцзань                  | 4–6, 3–6              |
| Перемога  | 1–1  | Кві 2016 | Katowice Open, Польща                   | Міжн.         | Хард (i) | Ері Ходзумі       | Валентина Івахненко Марина Мельникова      | 3–6, 7–5, [10–8]      |
| Поразка   | 1–2  | Січ 2018 | Auckland Open, Нова Зеландія            | Міжн.         | Хард     | Ері Ходзумі       | Сара Еррані Бібіане Схофс                  | 5–7, 1–6              |
| Поразка   | 1–3  | Вер 2018 | Japan Women's Open, Хіросіма            | Міжн.         | Хард     | Макото Ніномія    | Ері Ходзумі Чжан Шуай                      | 2–6, 4–6              |
| Перемога  | 2–3  | Вер 2018 | Pan Pacific Open, Токіо, Японія         | Прем'єр.      | Хард (i) | Макото Ніномія    | Андреа Сестіні Главачкова Барбора Стрицова | 6–4, 6–4              |
| Поразка   | 2–4  | Жов 2019 | Tianjin Open, КНР                       | Міжн.         | Хард     | Нао Хібіно        | Аояма Сюко Ена Сібахара                    | 3–6, 5–7              |
| Поразка   | 2–5  | Бер 2020 | Monterrey Open, Мексика                 | International | Тверде   | Ван Яфань         | Катерина Бондаренко Шерон Фічмен           | 6–4, 3–6, [7–10]      |
| Поразка   | 2–6  | Лип 2022 | Hamburg European Open, Німеччина        | WTA 250       | Ґрунт    | Алділа Сутдж\'яді | Sophie Chang Анджела Куліков               | 3–6, 6–4, [6–10]      |
| Поразка   | 2–7  | Жов 2022 | Jasmin Open, Туніс                      | WTA 250       | Тверде   | Анджела Куліков   | Крістіна Младенович Катержина Сінякова     | 2–6, 0–6              |
| Перемога  | 3–7  | Січ 2023 | Auckland Classic, Нова Зеландія         | WTA 250       | Тверде   | Алділа Сутдж'яді  | Лейла Фернандес Бетані Маттек-Сендс        | 1–6, 7–5, [10–4]      |
| Перемога  | 4–7  | Сер 2023 | Tennis in the Land, США                 | WTA 250       | Тверде   | Алділа Сутдж'яді  | Ніколь Меліхар Еллен Перес                 | 6–4, 6–7(4–7), [10–8] |
| Поразка   | 4–8  | Жов 2023 | WTA Elite Trophy, КНР                   | Elite         | Тверде   | Алділа Сутдж'яді  | Беатріс Аддад Мая Вероніка Кудерметова     | 3–6, 3–6              |
| Перемога  | 5–8  | Лют 2024 | Hua Hin Championships, Таїланд          | WTA 250       | Тверде   | Алділа Сутдж'яді  | Ґо Ханю Цзян Сіньюй                        | 6–4, 1–6, [10–7]      |
| Поразка   | 5–9  | Чер 2024 | Birmingham Classic, Велика Британія     | WTA 250       | Трава    | Чжан Шуай         | Сє Шувей Елісе Мертенс                     | 1–6, 3–6              |
| Поразка   | 5–10 | Вер 2024 | Сеул, Південна Корея                    | WTA 500       | Тверде   | Zhang Shuai       | Ніколь Меліхар Людмила Самсонова           | 1–6, 0–6              |
| Поразка   | 5–11 | Бер 2025 | Відкритий чемпіонат Маямі з тенісу, США | WTA 1000      | Тверде   | Крістіна Букша    | Мірра Андрєєва Діана Шнайдер               | 3–6, 7–6(7–5), [2–10] |